# コフィー郡 (アラバマ州)
コフィー郡（コフィーぐん、英: Coffee County) 、あるいはコーヒー郡はアメリカ合衆国アラバマ州にある郡である。郡の名称はジョン・コーヒー将軍に敬意を表して付けられた。2000年現在の人口は43,615人である。郡庁所在地はエルバ及びエンタープライズである。また、コーヒー郡は禁酒郡である。

## 歴史
コーヒー郡は、1824年12月22日に設立された同州デイル郡の西部を1841年に分離して設立された。

## 地理
アメリカ合衆国統計局によると、この郡は総面積1,762 km2 (680 mi2) である。このうち1,759 km2 (679 mi2) が陸地で4 km2 (1 mi2) が水地域である。総面積の0.22%が水地域となっている。

## 人口動勢

アラバマ州コーヒー郡の人口ピラミッド（2000年）

2000年現在の国勢調査で、この郡は人口43,615人、17,421世帯、12,490家族が暮らしている。人口密度は25人/km2（64人/mi2）である。平均密度11戸/km2（29戸/mi2）で19,837戸の住宅が建っている。この郡の人種構成は白人77.11%、アフリカ系アメリカ人18.37%、ネイティブ・アメリカン0.91%、アジア系0.95%、太平洋諸島系0.09%、その他の人種0.89%、及び混血1.67%である。人口の2.71%はヒスパニック及びラテン系である。
この郡内の住民は24.80%が18歳未満の未成年、18歳以上24歳以下が8.90%、25歳以上44歳以下が28.10%、45歳以上64歳以下が24.10%、及び65歳以上が14.10%にわたっている。中央値年齢は37歳である。女性100人ごとに対して男性は95.50人である。18歳以上の女性100人ごとに対して男性は92.00人である。
この郡の世帯ごとの平均的な収入は33,664米ドルであり、家族ごとの平均的な収入は39,664米ドルである。男性は31,468米ドルに対して女性は20,234米ドルの平均的な収入がある。この郡の1人当たりの収入 (per capita income) は18,321米ドルである。人口の14.70%及び家族の11.30%は貧困線以下である。全人口のうち18歳未満の22.30%及び65歳以上の13.50%は貧困線以下の生活を送っている。

## 都市及び町
- エルバ (Elba)
- エンタープライズ (Enterprise：一部はDale County内にある)
- Kinston
- ニューブロックトン (New Brockton)